# Anicée Alvina
Anicée Schahmaneche (ou Shahmanesh), dite Anicée Alvina, née le 28 janvier 1953 à Boulogne-Billancourt et morte le 11 novembre 2006 dans le 15e arrondissement de Paris, est une comédienne et chanteuse franco-iranienne,.

## Biographie
Née d'une mère française et d'un père iranien, Anicée Alvina fait ses débuts au cinéma en 1970 dans une comédie de Michel Audiard Elle boit pas, elle fume pas, elle drague pas, mais... elle cause !. En 1972, elle joue la jeune maîtresse de Nicole Courcel dans Le Rempart des Béguines, drame tiré du roman de Françoise Mallet-Joris et réalisé par Guy Casaril.
En 1974 elle devient populaire pour son rôle principal dans Glissements progressifs du plaisir et l'année suivante pour la comédie dramatique Le Jeu avec le feu, deux films d'Alain Robbe-Grillet. En 1977 elle est Une femme fatale dans le drame du réalisateur Jacques Doniol-Valcroze, où elle séduit Jacques Weber. Elle tourne dans plusieurs des films de Gérard Blain et de Bernard Queysanne.
Elle est l'héroïne des six épisodes de la série télévisée Les Quatre Cents Coups de Virginie diffusée en 1979.
En 1983, elle tente une percée dans le domaine de la chanson et remplace la chanteuse du groupe de rock Ici Paris, avec notamment la chanson : Maman, je n'veux plus aller à l'école.
Elle se marie à Boncourt (Eure-et-Loir) en 1984 et se retire de la scène publique jusqu'en 1995.
En 2004 elle tente de reformer le groupe Ici Paris, mais la maladie la frappe et l'empêche de concrétiser ce projet; ce sera sa fille Azadée qui reprendra le projet. En 2006, elle tourne dans un ultime court-métrage français intitulé Charell.
Anicée Alvina meurt en 2006 à l'âge de 53 ans d'un cancer du poumon. Elle est inhumée à Boncourt dans le département d'Eure-et-Loir.

## Filmographie

### Cinéma

#### Longs métrages
- 1969 : Elle boit pas, elle fume pas, elle drague pas, mais... elle cause ! de Michel Audiard
- 1971 : Deux enfants qui s'aiment (Friends) de Lewis Gilbert : Michelle La Tour
- 1972 : Le Rempart des Béguines de Guy Casaril : Hélène
- 1973 : Les grands sentiments font les bons gueuletons de Michel Berny : Anne-Marie
- 1974 : Glissements progressifs du plaisir de Alain Robbe-Grillet : Alice, la prisonnière
- 1974 : Paul et Michèle (Paul and Michelle) de Lewis Gilbert : Michelle Latour
- 1975 : Une femme fatale de Jacques Doniol-Valcroze : Anne Korber
- 1975 : Isabelle devant le désir de Jean-Pierre Berckmans: Isabelle
- 1975 : Le Jeu avec le feu d'Alain Robbe-Grillet : Carolina de Saxe
- 1975 : L'Affiche rouge de Frank Cassenti
- 1976 : L'Arriviste de Samy Pavel : Alicia
- 1976 : Le Trouble-fesses de Raoul Foulon : Chantal
- 1977 : Âmes perdues (Anima persa) de Dino Risi : Lucia
- 1978 : La Barricade du point du jour de René Richon : Elise
- 1978 : One, Two, Two : 122, rue de Provence de Christian Gion : Judith
- 1978 : El terrorista de Victor Barrera : Natalia
- 1978 : Un second souffle de Gérard Blain : Catherine
- 1980 : L'Honorable Société d'Anielle Weinberger : Ève de Marcilly
- 1981 : Rêve après rêve (夢・夢のあと, Yume, yume no ato?) de Kenzo Takada : Tsuki
- 1995 : Jusqu'au bout de la nuit de Gérard Blain : Maria
- 2000 : Ainsi soit-il de Gérard Blain : Une amie de Bertrand
- 2001 : La Vérité sur Charlie (The Truth about Charlie) de Jonathan Demme - Rôle coupé au montage
- 2004 : L'Hétaïre de Pierre Antonetti

#### Courts métrages
- 1970 : Tout à la plume, rien au pinceau (And my name is Marcel Gotlib), court métrage de Patrice Leconte
- 1975 : Pauvre Sonia, court métrage de Dominique Maillet : Sonia (repris comme l'un des sketches du long métrage Histoires abominables)
- 2006 : Charell, moyen métrage de Mikhaël Hers : - Suzanne

### Télévision
- 1971 : Christa série télévisée d'Yves Ciampi : Nicole
- 1971 : Shéhérazade téléfilm de Pierre Badel : Dinharzade
- 1972 : François Malgorn, séminariste ou celui qui n'était pas appelé téléfilm d'Yves-André Hubert : Juliette Coadou
- 1973 : La Godille court métrage de Rémy Grumbach : Julie
- 1979 : Les 400 Coups de Virginie de Bernard Queysanne mini série en six épisodes : Virginie Lecharme
- 1983 : Diane Lanster téléfilm de Bernard Queysanne : Diane Lanster
- 2005 : Les Enquêtes d'Éloïse Rome, épisode Les Feux de l'enfer de Christophe Douchand : Melinda Roche

## Discographie
Anicée Alvina s'est essayée à la chanson, notamment avec le groupe rock Ici Paris.
- Image à définir (1982)

Avec Ici Paris :
- Le Ver interplanétaire (1983)
- Maman, je ne veux plus aller à l’école (1983)
- Si tu m’aimais encore (1986)